# The Music of Smash
The Music of Smash is het eerste soundtrackalbum van de cast van de Amerikaanse musical-drama serie Smash. Het album is op 1 mei 2012 uitgebracht door Columbia Records en is in de eerste week 39.000 keer gekocht. Op 27 juni 2012 waren er 112.000 exemplaren van het album verkocht. 

## Tracklijst
| Nr. | Titel                      | Schrijver(s)                                             | Original artist          | Duur |
| --- | -------------------------- | -------------------------------------------------------- | ------------------------ | ---- |
| 1.  | Touch Me                   | Ryan Tedder, Brent Kutzle, Bonnie McKee, Noel Zancanella | Origineel nummer         | 3:50 |
| 2.  | Stand                      | Michael More, Frederick B. Williams                      | Donnie McClurkin         | 2:57 |
| 3.  | Who You Are                | Jessica Cornish, Toby Gad, Shelly Peiken                 | Jessie J                 | 3:51 |
| 4.  | Crazy Dreams               | Carrie Underwood, George Barry Dean, Troy Verges         | Carrie Underwood         | 3:04 |
| 5.  | Beautiful                  | Linda Perry                                              | Christina Aguilera       | 3:32 |
| 6.  | Haven't Met You Yet        | Michael Bublé, Alan Chang, Amy Foster-Gilles             | Michael Bublé            | 2:21 |
| 7.  | Shake It Out               | Florence Welch, Paul Epworth                             | Florence and the Machine | 2:48 |
| 8.  | Brighter Than the Sun      | Colbie Caillat, Tedder                                   | Colbie Caillat           | 2:42 |
| 9.  | Let Me Be Your Star        | Marc Shaiman, Scott Wittman                              | Origineel nummer         | 3:12 |
| 10. | The 20th Century Fox Mambo | Shaiman, Wittman                                         | Origineel nummer         | 2:39 |
| 11. | Mr. & Mrs. Smith           | Shaiman, Wittman                                         | Origineel nummer         | 3:35 |
| 12. | Let's Be Bad               | Shaiman, Wittman                                         | Origineel nummer         | 3:00 |
| 13. | History Is Made at Night   | Shaiman, Wittman                                         | Origineel nummer         | 4:17 |

### Deluxe editie
| Nr. | Titel                        | Schrijver(s)                                                                  | Original artist        | Duur |
| --- | ---------------------------- | ----------------------------------------------------------------------------- | ---------------------- | ---- |
| 14. | September Song               | Kurt Weill, Maxwell Anderson                                                  | Knickerbocker Holiday  | 2:16 |
| 15. | Our Day Will Come            | Bob Hilliard, Mort Garson                                                     | Ruby & the Romantics   | 2:33 |
| 16. | Everything's Coming up Roses | Stephen Sondheim, Jule Styne                                                  | Gypsy: A Musical Fable | 2:05 |
| 17. | Breakaway                    | Avril Lavigne, Bridget Benenate, Matthew Gerrard                              | Kelly Clarkson         | 3:58 |
| 18. | Run                          | Gary Lightbody, Jonathan Quinn, Mark McClelland, Nathan Connolly, Iain Archer | Snow Patrol            | 3:42 |